# Tribal guarachero
Le tribal guarachero (également connu sous les noms de trival, tribal, et guaracha), est un genre musical qui fusionne l'electronic dance music avec la cumbia ou certains rythmes de musique régionale mexicaine,,,.
Le guarachero tribal est parfois appelé 3ball. Malgré la similitude entre les lettres b et v en espagnol, il ne doit pas être confondu avec la tribal house ou a tecnocumbia.

## Histoire
Le style émerge dans les quartiers populaires et de classe moyenne de Mexico en 2000 et 2001,, puis à Monterrey (Nuevo León) en 2007, avant de s'étendre aux États-Unis en 2008. Au début des années 2010, la popularité du genre atteint son apogée au Mexique et dans les régions des États-Unis à forte population mexicaine et mexicano-américaine. L'un des précurseurs et des plus populaires producteurs de guarachero tribal est 3Ball MTY de Monterrey.

## Caractéristiques
La musique tribal guarachero est une fusion de genres tels que la musique régionale mexicaine, y compris la technobanda, et les genres EDM tels que la techno, l'electro house et la musique de club. Avec une signature temporelle 4/4, le genre est souvent composé de triolets en cascade et 140 à 280 BPM. Le rythme utilise des rythmes afro-cubains et des synthétiseurs latins.